# Evangelische Kirche (Storndorf)

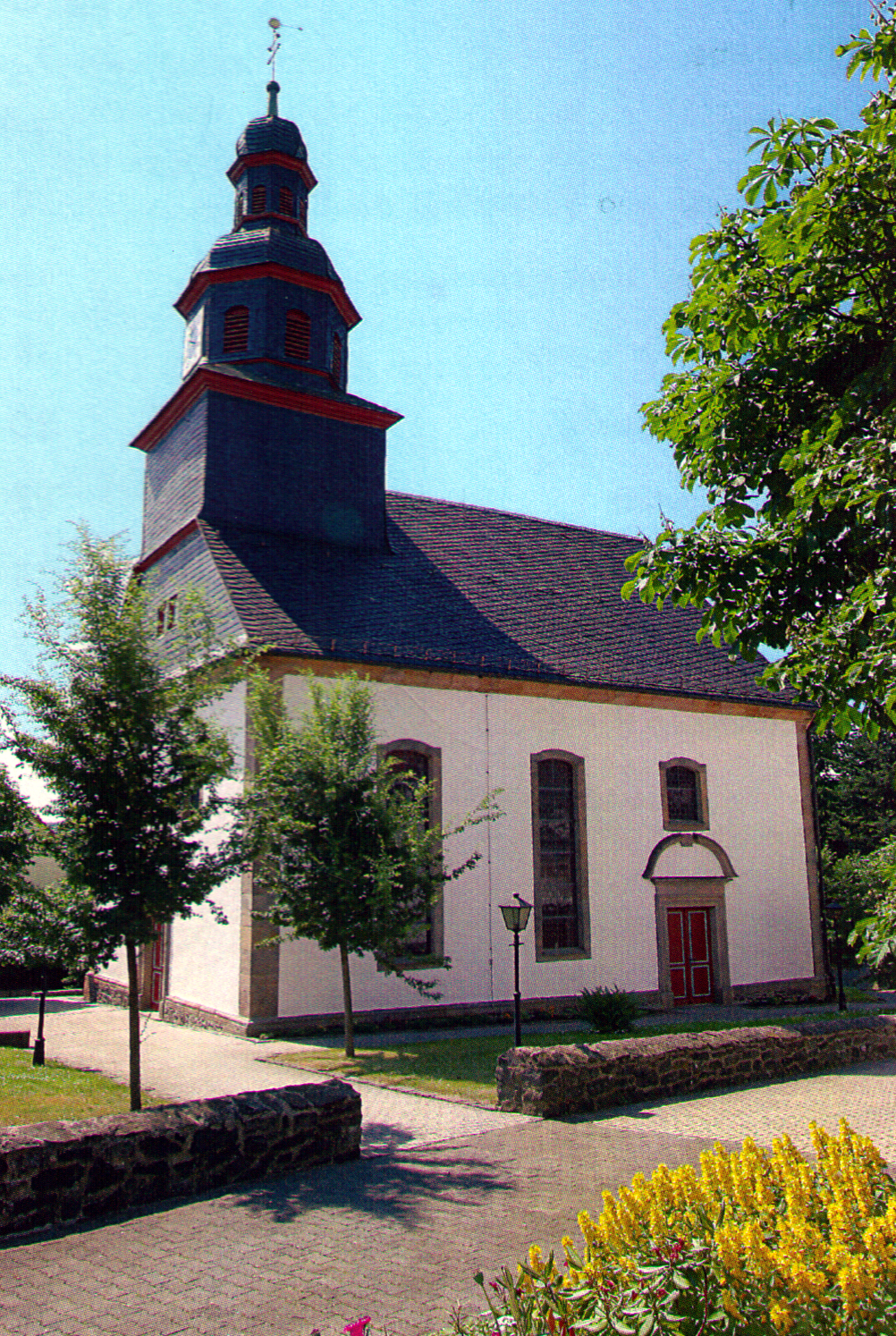
Evangelische Kirche (Storndorf)

Die Evangelische Kirche Storndorf ist ein denkmalgeschütztes Kirchengebäude in Storndorf, einem Ortsteil der Gemeinde Schwalmtal im Vogelsbergkreis (Hessen). Die Kirchengemeinde gehört zum Gruppenpfarramt Vogelsberg im Dekanat Vogelsberg in der Propstei Oberhessen der Evangelischen Kirche in Hessen und Nassau.

## Geschichte
Die erste Kirche stand von 1570 bis 1680 auf dem gleichen Platz, auf dem die heutige Kirche steht. Bereits 1681 musste eine neue Kirche gebaut werden, die 1727 fast ganz wieder abgerissen und neu erbaut wurde. Allerdings war auch dieser Bau nicht sehr gründlich, so dass 1752 bis 1755 die heutige Kirche nach einem Entwurf von Johann Helfrich Müller, dem letzten Spross einer Architektendynastie, gebaut wurde. Sie wurde allerdings im Laufe der Zeit leicht verändert. So wurde bei der letzten Renovierung in den Jahren 1969 bis 1971 das Chorgestühl, in dem die Herren von Seebach ihren Platz hatten, entfernt.

## Beschreibung
Der Chor im Westen hat einen dreiseitigen Abschluss. Aus dem Satteldach des Kirchenschiffs erhebt sich im Osten ein quadratischer Dachreiter, der einen achteckigen Aufsatz hat, der die Turmuhr den Glockenstuhl und beherbergt. Darauf sitzt eine glockenförmige Haube, die von einer Laterne bekrönt ist. 
Im Glockenstuhl hängen drei Kirchenglocken, die älteste und kleinste stammt aus dem Jahr 1480, woher, ist unbekannt. Die mittlere Glocke wurde 1781, die größte 1951 von der Glocken- und Kunstgießerei Rincker gegossen. 
Die erste Orgel hat Johann Hartmann Bernhard 1819 gebaut. Sie wurde 1956 durch ein Orgelpositiv mit sechs Registern von Paul Walcker ersetzt. 1972 wurde die heutige Orgel auf der Empore von Förster & Nicolaus Orgelbau errichtet.